# Imperator żółtomiedziany
Imperator żółtomiedziany (Imperator luteocupreus (Bertéa & Estadès) Assyov et al.) – gatunek grzybów z rodziny borowikowatych (Boletaceae).

## Systematyka i nazewnictwo
Pozycja w klasyfikacji według Index Fungorum: Imperator, Boletaceae, Boletales, Agaricomycetidae, Agaricomycetes, Agaricomycotina, Basidiomycota, Fungi.
Po raz pierwszy takson ten opisali w roku 1990 Paul Bertéa i Alain Estadès, nadając mu nazwę Boletus luteocupreus. W 2015 r. Assyov, Bellanger, Bertéa, Courtec., Koller, Loizides, G. Marques, J.A. Muñoz, Oppicelli, D. Puddu, F. Rich. & P.-A. Moreau przenieśli go do rodzaju Imperator. To skutek prowadzonych badań filogenetycznych w obrębie rodzaju Boletus.
W 2024 r. Komisja ds. Polskiego Nazewnictwa Grzybów przy Polskim Towarzystwie Mykologicznym zarekomendowała polską nazwę imperator żółtomiedziany.

## Występowanie
Znane jest występowanie tego gatunku tylko w niektórych krajach Europy. W Polsce do 2024 r. brak potwierdzonych stanowisk.